# Euro Hockey Tour 2013/2014
Euro Hockey Tour 2013/2014 byl 18. ročník hokejových turnajů Euro Hockey Tour. Vítězství z minulého seriálu obhajoval tým Ruska. Vítězství si s předstihem zajistil tým Finska.

## KAJOTbet Hockey Games
Turnaj proběhl od 29. srpna do 1. září 2013.
- Vítěz Finská hokejová reprezentace.

| Tým 1   | Výsledek              | Tým 2   |
| ------- | --------------------- | ------- |
| Finsko  | 3 : 1 (1:0, 2:0, 0:1) | Česko   |
| Rusko   | 2 : 0 (0:0, 0:0, 2:0) | Švédsko |
| Rusko   | 0 : 2 (0:1, 0:1, 0:0) | Finsko  |
| Česko   | 0 : 3 (0:2, 0:0, 0:1) | Švédsko |
| Švédsko | 0 : 5 (0:1, 0:2, 0:2) | Finsko  |
| Česko   | 2 : 1 (0:0, 1:1, 1:0) | Rusko   |

## Karjala cup
Turnaj proběhl od 7. do 10. listopadu 2013.
- Vítěz Finská hokejová reprezentace.

| Tým 1   | Výsledek                       | Tým 2   |
| ------- | ------------------------------ | ------- |
| Švédsko | 6 : 0 (3:0, 2:0, 1:0)          | Česko   |
| Rusko   | 3 : 4 (1:1, 1:2, 1:1)          | Finsko  |
| Švédsko | 2 : 5 (0:2, 1:2, 1:1)          | Rusko   |
| Finsko  | 3 : 2 (0:1, 1:1, 2:0)          | Česko   |
| Česko   | 0 : 2 (0:0, 0:0, 0:2)          | Rusko   |
| Finsko  | 2 : 3 PP (0:1, 1:1, 1:0 - 0:1) | Švédsko |

## Channel One cup
Turnaj proběhl od 19. do 22. prosince 2013.
- Vítěz Česká hokejová reprezentace.

| Tým 1   | Výsledek                            | Tým 2   |
| ------- | ----------------------------------- | ------- |
| Švédsko | 2 : 3 (1:1, 0:0, 1:2)               | Rusko   |
| Česko   | 2 : 0 (0:0, 1:0, 1:0)               | Finsko  |
| Rusko   | 2 : 3 (0:0, 1:1, 1:2)               | Finsko  |
| Česko   | 2 : 1 SN (0:0, 0:1, 1:0 – 0:0, 1:0) | Švédsko |
| Rusko   | 1 : 2 (0:0, 0:0, 1:2)               | Česko   |
| Finsko  | 4 : 2 (0:0, 2:1, 2:1)               | Švédsko |

## Oddset Hockey Games
Turnaj proběhl od 1. do 4. května 2014.
- Vítěz Finská hokejová reprezentace.

| Tým 1   | Výsledek                         | Tým 2   |
| ------- | -------------------------------- | ------- |
| Finsko  | 2 : 1 (1:0, 1:0, 0:1)            | Rusko   |
| Česko   | 3 : 2 (1:1, 1:1, 1:0)            | Švédsko |
| Švédsko | 2 : 3 SN (0:1, 1:1, 1:0-0:0,0:1) | Finsko  |
| Rusko   | 6 : 0 (4:0, 1:0, 1:0)            | Česko   |
| Finsko  | 2 : 1 SN (1:0, 0:1, 0:0-0:0,1:0) | Česko   |
| Švédsko | 2 : 0 (1:0, 0:0, 1:0)            | Rusko   |

## Celková tabulka EHT 2013/2014
| Poř. | Tým     | Z  | V | VP | PP | P | VG | OG | B  |
| ---- | ------- | -- | - | -- | -- | - | -- | -- | -- |
| 1.   | Finsko  | 12 | 8 | 2  | 1  | 1 | 33 | 19 | 29 |
| 2.   | Rusko   | 12 | 5 | 0  | 0  | 7 | 26 | 21 | 15 |
| 3.   | Česko   | 12 | 4 | 1  | 1  | 6 | 15 | 30 | 15 |
| 4.   | Švédsko | 12 | 3 | 1  | 2  | 6 | 25 | 29 | 13 |

## Vysvětlivky k tabulkám a zápasům
- Z – počet odehraných zápasů
- V – počet vítězství
- VP – počet výher po prodloužení (nebo po samostatných nájezdech)
- PP – počet proher po prodloužení (nebo po samostatných nájezdech)
- P – počet proher
- VG – počet vstřelených gólů
- OG – počet obdržených gólů
- B – počet bodů